# Västtyskland i olympiska vinterspelen 1968
Västtyskland deltog med 87 deltagare vid de olympiska vinterspelen 1968 i Grenoble. Totalt vann de två guldmedaljer, två silvermedaljer och tre bronsmedaljer.

## Medaljer

### Guld
- Franz Keller - Nordisk kombination .
- Erhard Keller - Skridskor, 500 meter.

### Silver
- Horst Floth och Pepi Bader - Bob, tvåmanna.
- Christina Schmuck - Rodel.

### Brons
- Margot Glockshuber och Wolfgang Danne - Konståkning.
- Angelika Dünhaupt - Rodel.
- Wolfgang Winkler och Fritz Nachmann - Rodel.